# Layover (EP)
Layover (viết cách điệu là LAYO(V)ER) là đĩa mở rộng đầu tay của nam ca sĩ người Hàn Quốc và là thành viên của nhóm nhạc BTS V được Big Hit Music phát hành vào ngày 8 tháng 9 năm 2023.

## Bối cảnh
V đã bắt đầu xây dựng lên ý tưởng cho album solo vào năm 2020 nhưng lại không hài lòng với kết quả nên đã hủy bỏ dự án và quyết định hoạt động dựa trên các dự án hợp tác. Trong thời gian hoạt động với BTS, V đã từng ra mắt các tác phẩm solo trước đây như "Winter Bear", "Sweet Night" hay "Chirstmas Tree", đa số là để làm nhạc phim cho những loạt phim truyền hinh như Tầng lớp Itaewon hay Mùa hè yêu dấu của chúng ta.
Vào tháng 6 năm 2022, nhóm nhạc nam BTS đã phát hành album tuyển tập đầu tay mang tên Proof. Sau khi phát hành, nhóm thông báo sẽ tạm ngừng hoạt động trong một khoảng thời gian nhất định. Cho đến năm 2023, những thành viên khác của nhóm bao gồm có J-Hope, Jin, RM, Jimin, Suga và Jungkook đều đã ra mắt các tác phẩm solo cho riêng mình.

## Phát hành và quảng bá
Vào ngày 20 tháng 7 năm 2023, tin đồn về dự án của V bắt đầu xuất hiện sau khi trang Sports Chosun thông báo về việc V đang chuẩn bị phát hành album mà anh đã thực hiện từ quý ba năm 2022. Vài ngày sau, nhà phê bình âm nhạc Kim Young-dae tuyên bố đã thử nghe toàn bộ ca khúc trong album và đánh giá album có một "khía cạnh mới của V mà mọi người sẽ thấy". Thành viên cùng nhóm Jungkook cũng cho biết anh đã nghe thử một số bài hát trong EP khi được hỏi qua buổi phát trực tiếp trên Weverse.
Vào ngày 2 tháng 8 năm 2023, V được công bố là đang hợp tác với Min Hee-jin, giám đốc sáng tạo của nhóm nhạc NewJeans để chuẩn bị cho dự án đầu tay sắp tới. Ngay sau đó, Big Hit Music đã công bố album trên mạng xã hội vào ngày 8 tháng 8 kèm theo một video giới thiệu và ngày phát hành của nó. Danh sách bài hát cũng được thông báo sẽ có tổng cộng sáu ca khúc cùng với một bản nhạc phụ khác và tất cả đều có một video âm nhạc cho riêng chúng.

### Đĩa đơn
Trước khi phát hành EP, V đã cho ra mắt video âm nhạc đầu tiên của ca khúc "Love Me Again" vào ngày 9 tháng 8 năm 2023. Ngày hôm sau, video âm nhạc tiếp theo cho ca khúc "Rainy Days" cũng được phát hành trên nền tảng YouTube. Cùng ngày, album đĩa đơn cùng tên với EP có chứa cả hai ca khúc trên cũng được phát hành trên các nền tảng kỹ thuật số.
Sau khi album ra mắt, V tiếp tục phát hành thêm hai video âm nhạc là "Slow Dancing" được ra mắt cùng ngày với album và "Blue" được phát hành vào ngày 13 tháng 9. Để chào mừng cho album, V đã chính thức phát hành bài hát "Scenary" (2019), "Winter Bear" (2019) và "Snow Flower" (2020) trên toàn bộ các nền tảng kỹ thuật số vào ngày 28 tháng 8 khi trước đó chúng chỉ có trên nền tảng SoundCloud và YouTube.

## Âm nhạc và ca từ
Layover lấy yếu tố nhạc pop và R&B làm chủ đạo của EP. Với những âm hưởng nhạc jazz kể về những yếu tố hoài niệm, nỗi buồn và sự khao khát được lấy đến từ một số tác phẩm solo của V từ năm 2019 đến năm 2021. Tiêu đề của album "Layover" cũng có nghĩa là "Dừng lại" nhằm đại diện cho điểm khởi đầu của V với tư cách là một nghệ sĩ solo. EP mở đầu bằng bài hát "Rainy Days", một ca khúc đậm sắc alternative pop R&B kết hợp với bộ gõ cổ điển xen kẽ với tiếng trống, nội dung của bài hát đề cập đến những yếu tố về cuộc sống hàng ngày. "Blue" là một bản nhạc R&B đương đại được đặc trưng bởi những nốt âm trầm và những tiếng trống đầy sâu lắng. "Love Me Again" là một bài hát ăn theo phong cách phúc âm có sử dụng đến yếu tố nhạc jazz. Đĩa đơn chủ đạo "Slow Dancing" là ca khúc nhạc pop mang âm hưởng của phong cách nhạc jazz và nhạc soul đầy lãng mạn từ những năm 70. "For Us" cũng phù hợp với thể loại nhạc pop R&B kết hợp với âm thanh của synthesizer và piano cổ điển trong khi nội dung của bài hát thể hiện nỗi buồn khi không thể đến được với người thân dù đã cố gắng rất nhiều nhằm ám chỉ đến người bà của V.

## Danh sách ca khúc
| STT              | Nhan đề                    | Phổ lời                                                                    | Phổ nhạc                                         | Sản xuất                           | Thời lượng |
| ---------------- | -------------------------- | -------------------------------------------------------------------------- | ------------------------------------------------ | ---------------------------------- | ---------- |
| 1.               | "Rainy Days"               | Kim Dong-hyun, Freekind, Gigi, Masta Wu                                    | Frankie Scoca, Freekind                          | Min Hee-jin, Frankie Scoca         | 2:59       |
| 2.               | "Blue"                     | Absent Chronicles, Catharina Stoltenberg, Henriette Motzfeldt, Park Jin-su | Gigi, Catharina Stoltenberg, Henriette Motzfeldt | Absent Chronicles, Park Jin-su     | 2:29       |
| 3.               | "Love Me Again"            | Kim Dong-hyun, Freekind, Gigi                                              | Freekind, Park Jin-su                            | Min Hee-jin, Freekind, Park Jin-su | 3:02       |
| 4.               | "Slow Dancing"             | Freekind, Park Jin-su                                                      | Kim Dong-hyun, Freekind, Gigi                    | Min Hee-jin, Freekind, Park Jin-su | 3:07       |
| 5.               | "For Us"                   | Freekind                                                                   | Freekind, Monro                                  | Monro                              | 2:51       |
| 6.               | "Slow Dancing" (bản piano) | Kim Dong-hyun, Freekind, Gigi                                              | Freekind, Park Jin-su                            | Min Hee-jin, Freekind, Park Jin-su | 3:08       |
| Tổng thời lượng: | Tổng thời lượng:           | Tổng thời lượng:                                                           | Tổng thời lượng:                                 | Tổng thời lượng:                   | 17:36      |

## Bảng xếp hạng
| Bảng xếp hạng (2023)            | Thứ hạng |
| ------------------------------- | -------- |
| Album Hàn Quốc (Circle)         | 1        |
| Album Nhật Bản (Billboard)      | 28       |
| Album Nhật Bản (Oricon)         | 2        |
| Album Nhật Bản (Oricon Digital) | 1        |

## Lịch sử phát hành
| Quốc gia | Ngày phát hành     | Định dạng                          | Hãng đĩa | Nguồn  |
| -------- | ------------------ | ---------------------------------- | -------- | ------ |
| Hàn Quốc | 8 tháng 9 năm 2023 | CD tải kĩ thuật số phát trực tuyến | Big Hit  | [ 30 ] |
| Toàn cầu | 8 tháng 9 năm 2023 | Tải kĩ thuật số phát trực tuyến    | Big Hit  | [ 31 ] |